# Адміністративний устрій Приазовського району
Адміністративний устрій Приазовського району — адміністративно-територіальний устрій Приазовського району Запорізької області на 4 сільських, 1 селищну громади, 1 селищну раду та 9 сільські ради, які об'єднують 52 населених пунктів і підпорядковані Приазовській районній раді. Адміністративний центр — смт Приазовське.

## Список громадПриазовського району
- Ботіївська сільська громада
- Гірсівська сільська громада
- Олександрівська сільська громада
- Приазовська селищна громада
- Степанівська Перша сільська громада

## Список радПриазовського району
| №  | Назва                        | Центр              | Населені пункти                                                  | Площа км² | Місце за площею | Населення (2001), осіб. | Місце за населенням |
| -- | ---------------------------- | ------------------ | ---------------------------------------------------------------- | --------- | --------------- | ----------------------- | ------------------- |
| 1  | Нововасилівська селищна рада | смт Нововасилівка  | смт Нововасилівка с-ще Жовтневе с. Новоолександрівка с. Південне |           |                 |                         |                     |
| 2  | Бесідівська сільська рада    | с. Ганно-Опанлинка | с. Ганно-Опанлинка с. Бесідівка                                  |           |                 |                         |                     |
| 3  | Воскресенська сільська рада  | с. Воскресенка     | с. Воскресенка с. Іванівка с. Новомиколаївка                     |           |                 |                         |                     |
| 4  | Ганнівська сільська рада     | с. Ганнівка        | с. Ганнівка с. Миколаївка с. Прудентове                          |           |                 |                         |                     |
| 5  | Дмитрівська сільська рада    | с. Дмитрівка       | с. Дмитрівка                                                     |           |                 |                         |                     |
| 6  | Добрівська сільська рада     | с. Добрівка        | с. Добрівка с. Новопокровка                                      |           |                 |                         |                     |
| 7  | Маківська сільська рада      | с. Маківка         | с. Маківка                                                       |           |                 |                         |                     |
| 8  | Новоспаська сільська рада    | с. Новоспаське     | с. Новоспаське с. Громівка с. Мар'янівка с. Оріхівка             |           |                 |                         |                     |
| 9  | Розівська сільська рада      | с. Розівка         | с. Розівка с. Калинівка                                          |           |                 |                         |                     |
| 10 | Федорівська сільська рада    | с. Федорівка       | с. Федорівка                                                     |           |                 |                         |                     |

* Примітки: м. — місто, смт — селище міського типу, с. — село, с-ще — селище